# Rolex GMT-Master

Rolex GMT-Master II Ref. 16710

Die GMT-Master ist ein Armbanduhrenmodell der Firma Rolex. Sie wird seit 1954 produziert.

## Entstehung dieser Uhr
Die GMT-Master wurde im Jahr 1954 vorgestellt. Sie war das Ergebnis einer Ausschreibung der Fluggesellschaft Pan Am. Diese wollte für ihre Piloten und Flugpersonal eine Armbanduhr, die mindestens zwei Zeitzonen gleichzeitig anzeigen kann. Rolex entwarf daraufhin eine Uhr, die eine zweite Zeitzone mit Hilfe eines vierten Zeigers darstellen kann.

## Zweite Zeitzone (GMT-Funktion)
Der vierte Zeiger ist ein Charaktermerkmal dieser Uhr. Es handelt sich hierbei um einen zweiten Stundenzeiger mit einer dreieckigen Spitze. Dieser dreht sich nicht alle 12, sondern nur alle 24 Stunden einmal komplett über das Zifferblatt. Die Zeit zeigt dieser zweite Stundenzeiger nicht auf dem normalen Zifferblatt der Uhr an, sondern auf einer um das Zifferblatt herum angebrachten Lünette. Dementsprechend hat diese Lünette ebenfalls eine 24-Stunden-Skala. Der "normale" 12-Stunden-Zeiger lässt sich bei der GMT-Master II in einstündigen Sprüngen verstellen, ohne dass die Anzeige von Minuten, Sekunden und des 24-Stunden-Zeigers davon beeinflusst wird. Die GMT-Master hat diese Funktion nicht (hier ist an der ersten Kronenposition eine klassische Schnellverstellung des Datums zu finden.), die Einstellung der zweiten Zeitzone wird über das Verstellen der Lünette erreicht.  So ist der Träger der GMT-Master II in der Lage, mittels dieser Schnellverstellung des "normalen" Stundenzeigers schnell auf eine neue, lokale Zeitzone umzuschalten, ohne dass die Uhr stehen bleibt und während der 24-Stunden-Zeiger weiterhin die Heimatzeit anzeigt.
Die Lünette ist in beide Richtungen drehbar. Durch entsprechendes Drehen der Lünette im Uhrzeigersinn oder Gegenuhrzeigersinn kann man so mit Hilfe des 24-Stunden-Zeigers der GMT-Master II schnell eine dritte Zeitzone erfassen. In ihrer ursprünglichen Version war die Lünette in blau und rot gehalten, um an Tag und Nacht zu erinnern. Uhren in dieser Färbung werden als „Pepsi“ bezeichnet.
Mithilfe des 24-Stunden-Zeigers lässt sich auch genau herausfinden, wo Norden ist. Man richtet den normalen Stundenzeiger auf die Sonne aus und der 24 Stundenzeiger zeigt dann nach Norden. Das funktioniert nur, wenn beide Zeiger die genaue Ortszeit anzeigen und man sich auf der Nordhalbkugel befindet.

## Die aktuelle GMT-Master
Die aktuelle GMT-Master II seit 2007 ähnelt auf den ersten Blick stark der alten GMT-Master. Die Lünette aus Aluminium wurde gegen eine meist mehrfarbige Lünette aus Keramik ersetzt, in die die Ziffern gefräst und mit Platin (beim Edelstahl-Modell) beziehungsweise mit Gold (bei den Modellen in Gold) bedampft sind. Sie soll dadurch kratzresistenter sein. Die Uhr ist ferner weiterhin chronometerzertifiziert und laut Herstellerangabe bis 100 m (10 bar) wasserdicht.
2013 wurde auf der Baselworld eine Version der GMT Master II vorgestellt, bei der die zweifarbige Keramiklünette schwarz-blau (Nacht-Tag) und der GMT-Zeiger entsprechend auch blau gefärbt ist.
2014 wurde auf der Baselworld nochmals eine neue Version vorgestellt. Die Neuauflage der GMT Pepsi mit rot-blauer Keramiklünette (Ref. 116719), allerdings ist diese bisher nur in 18kt Weißgold erhältlich.
Neuvorstellung Baselworld 2018, als Ref. 126710BLRO mit rotblauer Keramiklünette in Edelstahl.
Ende März 2022 wurde erstmalig ein Modell, als Ref. 126720VTNR für Linkshänder veröffentlicht.

## In der Pop-Kultur
Die GMT Master in Rot-Blau mit der Ref. 1675 war der ständige Begleiter der fiktiven Figur Thomas Magnum aus der Serie Magnum Sie ist bis heute im Besitz von Schauspieler Tom Selleck und eine seiner Lieblingsuhren.
Im Film Apocalypse Now von Francis Ford Coppola aus dem Jahr 1979 trägt Marlon Brando in seiner Rolle als Colonel Walter E. Kurtz eine besondere GMT Master Ref.1675: Weil die Produzenten dagegen waren, dass er die Uhr im Film trägt – ihrer Meinung nach war die Rolex zu auffällig – entschärfte Brando die Optik kurzerhand, indem er die Lünette abhebelte. Auf der Rückseite gravierte er M.Brando ein. Die Uhr wurde 2019 für 1.952.000 US-Dollar beim Auktionshaus Phillips versteigert.